# Halterofilia en los Juegos Olímpicos de Londres 2012 – Menos de 69 kg femenino
El evento de menos de 69 kg femenino de halterofilia en los Juegos Olímpicos de Londres 2012 tuvo lugar el 1 de agosto en el Centro de Exposiciones ExCeL.

## Horario
Todos los horarios están en Tiempo Británico (UTC+1)
| Fecha               | Tiempo | Ronda   |
| ------------------- | ------ | ------- |
| 1 de agosto de 2012 | 12:30  | Grupo B |
| 1 de agosto de 2012 | 15:30  | Grupo A |

## Resultados
| Rank              | Atleta                     | Grupo | Peso corporal | Arrebato (kg) | Arrebato (kg) | Arrebato (kg) | Arrebato (kg) | Tirón (kg) | Tirón (kg) | Tirón (kg) | Tirón (kg) | Total |
| Rank              | Atleta                     | Grupo | Peso corporal | 1             | 2             | 3             | Resultado     | 1          | 2          | 3          | Resultado  | Total |
| ----------------- | -------------------------- | ----- | ------------- | ------------- | ------------- | ------------- | ------------- | ---------- | ---------- | ---------- | ---------- | ----- |
| Medalla de oro    | Rim Jong-Sim (PRK)         | A     | 68.22         | 111           | 115           | 117           | 115           | 142        | 146        | 146        | 146        | 261   |
| Medalla de plata  | Roxana Cocoș (ROU)         | A     | 68.00         | 108           | 111           | 113           | 113           | 138        | 143        | 146        | 143        | 256   |
| Medalla de bronce | Maryna Shkermankova (BLR)  | A     | 68.21         | 108           | 113           | 117           | 113           | 135        | 140        | 143        | 143        | 256   |
| 4                 | Dzina Sazanavets (BLR)     | A     | 68.49         | 108           | 113           | 115           | 115           | 136        | 136        | 141        | 141        | 256   |
| 5                 | Anna Nurmukhambetova (KAZ) | A     | 68.71         | 110           | 115           | 117           | 115           | 136        | 140        | 140        | 136        | 251   |
| 6                 | Ubaldina Valoyes (COL)     | A     | 68.98         | 108           | 111           | 113           | 111           | 130        | 135        | 135        | 135        | 246   |
| 7                 | Huang Shih-hsu (TPE)       | A     | 68.45         | 110           | 115           | 115           | 110           | 130        | 130        | 131        | 131        | 241   |
| 8                 | Marie-Ève Beauchemin (CAN) | B     | 68.92         | 100           | 100           | 104           | 104           | 130        | 134        | 135        | 135        | 239   |
| 9                 | Esmat Mansour (EGY)        | A     | 68.42         | 105           | 105           | 108           | 105           | 130        | 130        | 134        | 130        | 235   |
| 10                | Ghada Hassine (TUN)        | B     | 68.64         | 97            | 101           | 102           | 102           | 115        | 120        | 125        | 120        | 222   |
| 11                | Rosa Tenorio (ECU)         | B     | 68.72         | 95            | 95            | 100           | 95            | 115        | 115        | 120        | 115        | 210   |
| 12                | Natasha Perdue (GBR)       | B     | 67.98         | 92            | 92            | 95            | 92            | 113        | —          | —          | 113        | 205   |
| 13                | Mercy Obiero (KEN)         | B     | 67.85         | 72            | 76            | 76            | 76            | 100        | 105        | 111        | 105        | 181   |
| —                 | Meline Daluzyan (ARM)      | A     | 68.65         | 111           | 115           | 115           | 111           | 140        | 140        | 142        | —          | —     |
| —                 | Mun Yu-Ra (KOR)            | B     | 68.56         | 102           | 102           | 102           | —             | —          | —          | —          | —          | —     |